# オオアオサギ
オオアオサギ (大青鷺、学名：Ardea herodias) は、ペリカン目サギ科に分類される鳥類の一種である。

## 分布
カナダ、アメリカからパナマにかけての地域とガラパゴス諸島に分布する。亜種によっては、冬季、西インド諸島からコロンビア、ベネズエラに渡りをおこない越冬する。迷鳥として、スペイン、イギリスで記録されている。

## 形態
全長97-137cm。アオサギと似ているが、一回り大きい。目の上から頭頂部にかけては黒色、それ以外の頭部は白色である。後頸は淡く赤みがかった灰色、背中と翼は青灰色である。前頸は白色、胸と腹は黒色である。後頭部に黒色の長い冠羽がある。頸から胸にかけてと背中から灰色の飾羽が伸びる。虹彩と嘴は黄色で、脚は緑褐色である。
繁殖期には、虹彩は赤色、嘴は橙色に変化する。

## 生態
湿地や沼地、河川、干潟、海岸などに生息する。
魚類、両生類、爬虫類、昆虫類、小型の哺乳類を捕食する。
樹上や藪、崖の上などに営巣する。コロニーを形成して繁殖するが、しばしば他種と混合コロニーを形成する。1腹3-7個の卵を産み、抱卵期間は約28日である。

## 亜種
以下の4亜種に分類される。
- Ardea herodias herodias

基亜種。北アメリカ中部、東部から中央アメリカにかけて分布する。冬季には、西インド諸島や南アメリカ北部に渡り越冬する。アメリカ中部に生息する個体を別亜種Ardea herodias wardiとする説もある。
- Ardea herodias fannini

北アメリカ西部の太平洋側に分布する。
- Ardea herodias occidentalis

フロリダ州から西インド諸島にかけて分布する。全身白色で、以前はArdea occidentalis（オオシロサギ）として別種にされていたこともある。
- Ardea herodias cognata

ガラパゴス諸島に分布する。